# Recanati
Recanati je italské město. Leží 8 km od pobřeží Jaderského moře v oblasti Marche, provincii Macerata. V roce 2009 mělo 21 699 obyvatel. 
Hlavní pamětihodností je konkatedrála svatého Flaviána za čtrnáctého století, kde je pohřben papež Řehoř XII. Ve městě se nacházejí také kostely Chiesa di Sant'Agostino, Chiesa di San Domenico a Chiesa di San Vito. Neoklasicistní budova Villa Colloredo Mels je sídlem městského muzea, z roku 1840 pochází divadelní budova Teatro Giuseppe Persiani. Nedaleko Recanati se nachází středověká pevnost Castello di Montefiore. Firma IGuzzini vyrábí osvětlovací zařízení, Castagnari je předním výrobcem akordeonů. Město je také známé díky velkému festivalu elektronické hudby. Sídlí zde fotbalový klub Unione Sportiva Recanatese a od roku 2003 se koná tenisový turnaj Guzzini Challenger. V Recanati žili před odchodem do Argentiny předkové Lionela Messiho.

## Vývoj počtu obyvatel
Počet obyvatel

## Slavní obyvatelé a rodáci
- Tiburzio Vergelli (1551-1609), italský sochař
- Giacomo Leopardi (1798–1837), spisovatel
- Beniamino Gigli (1890–1957), operní tenor

## Fotogalerie

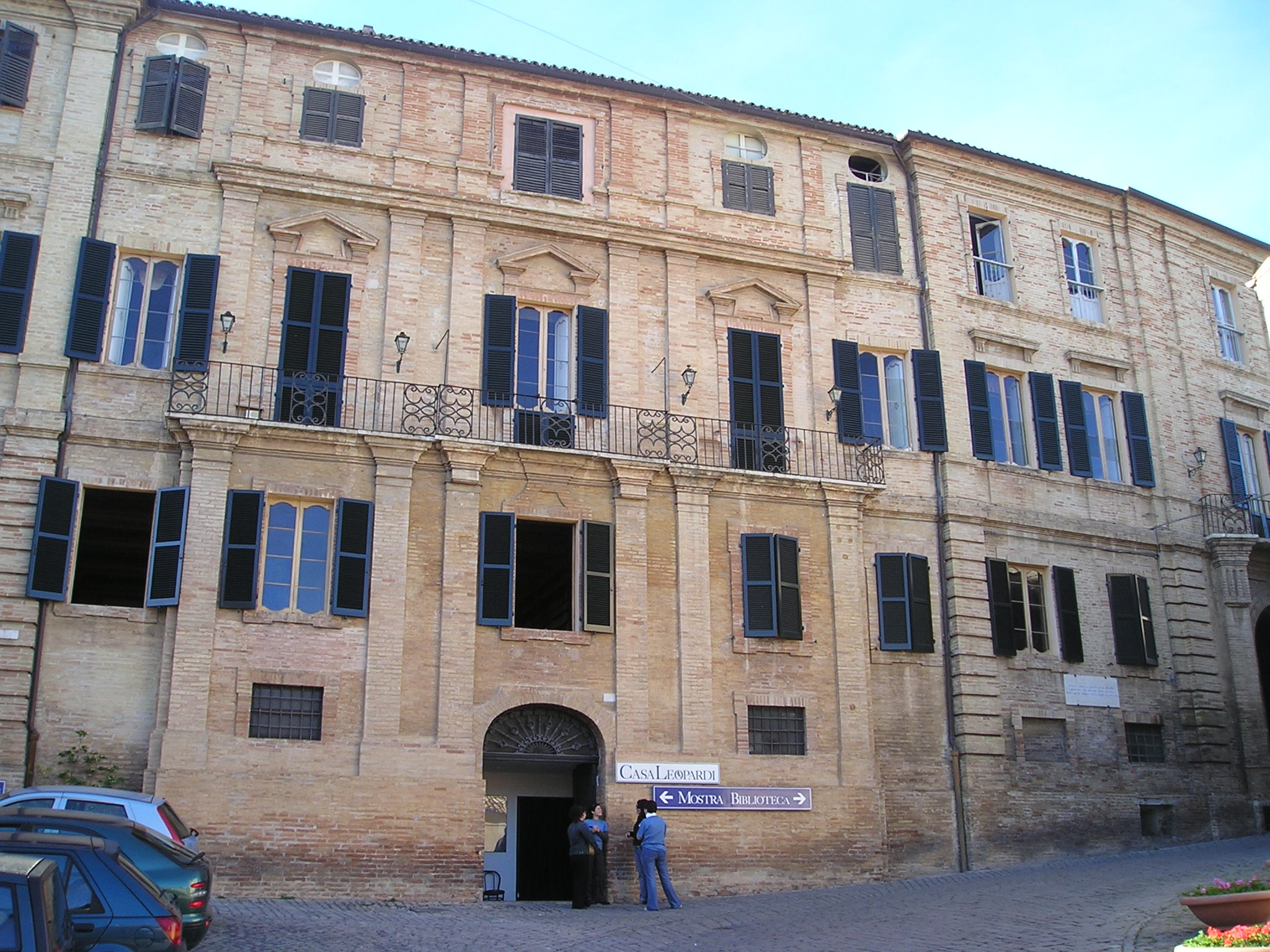
Casa Leopardi
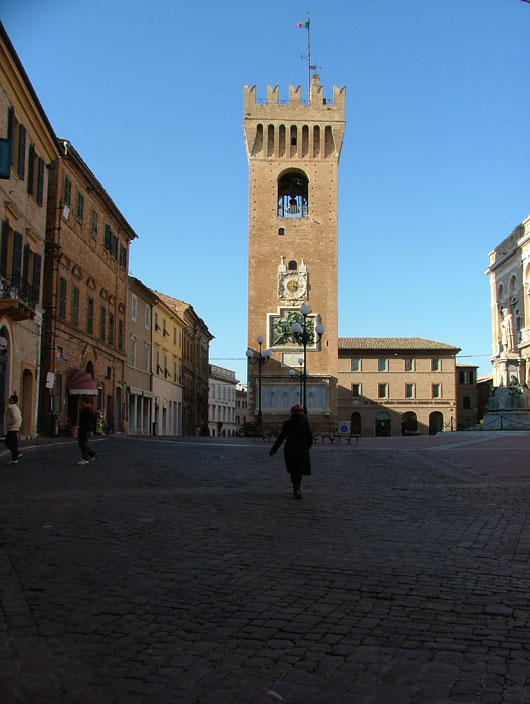
Náměstí v Recanati